# The Winner Takes It All
The Winner Takes It All è un singolo degli ABBA, primo estratto dall'album del 1980 Super Trouper.

## Descrizione
Il titolo, tradotto letteralmente come "il vincitore prende tutto", corrisponde all'espressione, diffusa nella terminologia sportiva, usata per dire che "c'è un solo vincitore".
Con il ritorno al genere europop, mescolato con qualche elemento tipico delle power ballad, Il brano è una delle più famose canzoni degli anni ottanta firmata ABBA a rimanere nella memoria del pubblico. Il suo lato B, Elaine, è considerato tra i migliori lati B mai incisi in un singolo della band (dotato di un ritmo molto ballabile a dispetto del tema trattato di una ragazza tossicodipendente)
Nel corso di un sondaggio dell'emittente televisiva britannica Channel Five, nel 1999, fu decretata la più bella canzone degli ABBA. La stessa emittente nel 2006 ha rivelato un sondaggio in cui The Winner Takes It All veniva intitolata migliore canzone dedicata ad una rottura amorosa, superando la concorrenza dei Queen, Céline Dion, George Michael e i R.E.M..
Il brano è stato interpretato principalmente da Agnetha Fältskog, accompagnata al piano da Benny Andersson. Non mancano i cori delle altre due voci, che si fanno largo nel finale ripetendo parte del testo. A dispetto di canzoni precedenti che avevano a che fare con abbandoni e rotture tra innamorati, come Mamma Mia o Knowing Me, Knowing You, alla melodia festosa ne viene preferita una più malinconica e il testo più drammatico, marcando gli aspetti dolorosi causati da un matrimonio fallito. La struttura stessa della canzone contrappone strofe sottotono con un ritornello molto acceso e vivo, come nelle power ballad.
Nel testo si parla soprattutto dell'antagonista in amore, la terza persona che dunque si sarebbe contrapposta nell'unione dei due. La voce cantante riconosce a malincuore che l'affetto di lui è ormai rivolto all'altra donna e si prepara a riconoscere "sportivamente" la propria sconfitta, senza quindi portare rancore a entrambi, nel rispetto di alcune regole del gioco della vita che "vanno rispettate", tra cui quella che ognuno dia ascolto alla voce dei propri sentimenti.

## Successo commerciale
Pubblicato a metà del 1980, il singolo riscosse un grande successo un po' ovunque in Europa, Italia compresa, riportando gli ABBA alla vetta anche della classifica britannica dopo due anni. The Winner Takes It All arrivò 1º anche in Belgio, Sudafrica, Irlanda e Paesi Bassi, 2º in Finlandia, Svezia e Norvegia, 3º in Svizzera e Austria, e 4º in Germania Ovest e Zimbabwe. Entrò nella top ten anche in Francia, Spagna, Canada, Messico, Australia e Stati Uniti, e quasi cinque anni dall'ultimo successo da top ten, Fernando, arrivò 8º anche in Italia, nel febbraio 1981.

## Tracce
1. The Winner Takes It All – 4:55
2. Elaine – 3:42

## Altre versioni
- Quasi in contemporanea con l'uscita del singolo ne viene incisa una versione in lingua francese da Mireille Mathieu intitolata "Bravo tu as gagnè"
- Nel film musical Mamma mia il brano viene cantato dal personaggio interpretato da Meryl Streep[8].
- Il gruppo power metal tedesco At Vance ha pubblicato una cover del brano nel disco Dragonchaser del 2001
- Nell’ultima puntata della sesta stagione della celebre serie TV Glee il brano viene cantato da Jane Lynch e Matthew Morrison
- Nel 1981 il complesso strumentale inglese "The Shadows" inserì una stupenda cover nell'album di hits  "Right Up Your Street". Il brano è ascoltabile su YouTube.
- Nell’album French Touch del 2017 la ex premiere dame Carla Bruni inserisce una cover del brano.
- Nella famosa serie TV Better Call Saul, nel 10º episodio che chiude la stagione 4 intitolato "Winner", Jimmy McGill e suo fratello Chuck cantano The Winner Takes It All al Karaoke.

## Formazione
Gruppo
- Björn Ulvaeus - Chitarra acustica
- Agnetha Fältskog - voce principale
- Anni-Frid Lyngstad - voce secondaria
- Benny Andersson - Pianoforte

Altri musicisti
- Mike Watson - Basso
- Lasse Wellander - Chitarra elettrica
- Ola Bunkert - batteria
- Rutger Gunnarsson - arrangiamenti degli archi
- Ake Sundqvist - Percussioni